# محمد سليمان (لاعب كرة قدم)
محمد سليمان هو لاعب كرة قدم ليبي، ولد في 27 سبتمبر 1988.

## وصلات خارجية
- محمد سليمان على موقع الاتحاد الدولي (مؤرشف)  (الإنجليزية)